# David Bernad
David Bernad (* 2. května 1994 Písek) je český lední hokejista hrající na postu obránce.

## Život
S hokejem začínal ve svém rodném městě, v tamním klubu. Hrával za něj i ve výběrech do šestnácti nebo osmnácti let. Na sezónu 2012/2013 odešel k juniorům mladoboleslavského Bruslařského klubu. Následující ročník (2013/2014) sice stále nastupoval za juniory, nicméně ve třech utkáních si zahrál rovněž za muže tohoto středočeského klubu. Další sezónu (2014/2015) již hrál opět pouze za juniory, kterým dělal kapitána.
Na ročník 2015/2016 se přesunul na hostování do mužského výběru Ústí nad Labem, nicméně k šesti zápasům nastoupil rovněž formou hostování za muže svého mateřského klubu z Písku. Po další dvě sezóny (2016/2017 a 2017/2018) odehrál většinu zápasů na hostování v Ústí nad Labem, avšak na několik utkání vypomohl též mladoboleslavskému celku. Od ročníku 2018/2019 patří ke stabilním členům týmu Mladé Boleslavi. Pouze v sezóně 2022/2023 vypomáhal formou střídavých startů Karlovým Varům, kam odešel na vlastní žádost, a o dva roky později (2024/2025) obdobnou formou pražské Slavii.
Vedle ledního hokeje se věnuje rovněž inline hokeji, ve kterém patřil do reprezentačního výběru České republiky, s nímž na mistrovství světa v roce 2017 (organizace IIHF) konaném v Bratislavě vybojoval po výhře nad Švédskem (5:2), kdy v zápase zaznamenal dvě branky, bronzové medaile za třetí místo. Předtím pomohl jednou brankou ve čtvrtfinále vyřadit obhájce trofeje z Kanady v poměru 8:2.